# Религиозные споры вокруг серии романов о Гарри Поттере
Религиозные споры вокруг серии «Гарри Поттер» писательницы Дж. К. Роулинг основаны на том утверждении, что романы содержат оккультные или сатанинские подтексты. Ряд протестантских, католических и православных христиан выступали против серии, также как и некоторые шиитские и суннитские мусульмане. Сторонники серии говорят, что магия в Гарри Поттере мало чем напоминает оккультизм, будучи более в духе сказок, таких как Золушка и Белоснежка, или произведений К. С. Льюиса и Джона Р. Р. Толкина, ранее известных своими романами в стиле фэнтези с христианским подтекстом. Некоторые утверждают, что романы далеки от пропаганды той или иной религии, и вообще избегают какого-либо обсуждения религии. Тем не менее, автор книг Джоан Роулинг причисляет себя к практикующим христианам, и многие отмечают христианские отсылки в финале романа Гарри Поттер и Дары Смерти благодаря теме «тёмного бессмертия».
В США призывы запретить книги привели к правовым инцидентам, зачастую необходимость запрета обосновывалась тем, что колдовство является признанной государством религией и разрешение держать подобные книги в государственных школах противоречит разделению церкви и государства. Православные церкви Греции и Болгарии также агитировали против серии, а некоторые католические писатели и чиновники высказывали своё критическое отношение. Книги были запрещены в частных школах в Объединённых Арабских Эмиратах и критиковались в иранской государственной прессе. Но не все религиозные оценки Гарри Поттера были отрицательные. «Насколько сильно они были раскритикованы с теологической точки зрения», — отмечает Роулинг, «настолько же [книги] были высоко оценены 〈…〉 и наиболее интересен и приятен для меня тот факт, что эта похвала исходила от нескольких различных конфессий».

## Христианство

### Евангеликализм
Большая часть критики «Гарри Поттера» исходит от фундаменталистских евангельских христианских групп, считающих, что предполагаемые языческие образы из серии опасны для детей. Павел Хетрик, представитель Focus on the Family, американской Евангелистской группы, базирующейся в Колорадо-Спрингс, Колорадо, изложил причины своей оппозиции к книгам: «[они содержат] несколько важных и ценных уроков о любви и мужестве и окончательной победе добра над злом; тем не менее, эти положительные послания помещены среди колдовства — это прямо осуждается в Писании». «Гарри Поттер» был предметом по крайней мере шести сожжений книг в США. В 2002 году Chick Publications выпустили брошюру с комиксами под названием «Нервозная ведьма», в которой заявлялось, что «книги про Поттера открыли проход в ад для несметного количества детей». В 2007 году Жаки Комшлис написал статью в Christianity Today, сравнивая «Гарри Поттера» с «крысиным ядом, смешанным с апельсиновой газировкой», и сказал: «мы берём нечто смертоносное из нашего мира и превращаем его в то, что некоторые называют „всего лишь литературный приём“».
Среди фундаменталистских христиан бытует общее убеждение, что «Гарри Поттер» пропагандирует религию викка, и поэтому хранение этих книг в государственных школах нарушает принцип разделения церкви и государства в США. В своём ответе на судебный иск Лоры Мэллори адвокат Виктория Суини заявила, что если школы будут убирать все книги, содержащие ссылки на ведьм, им придётся запретить и «Макбет» с «Золушкой». Jeremiah Films, христианская продакшн компания, наиболее известная выпуском Clinton Chronicles, выпустила также DVD-диск, озаглавленный «Гарри Поттер: переосмысленное колдовство», в котором говорится, что «мир Гарри говорит нам, что употребление крови мёртвых животных даёт силу, сатанинские человеческие жертвоприношения и могущественная кровь Гарри даёт новую жизнь, одержимость демоном не представляет духовной опасности, и что прохождение через огонь, контактирование с умершими, беседа с призраками и другими существами из духовного мира и т. д. это нормально и допустимо».
В 2001 году журналист-евангелист Ричард Эбейнс, который написал несколько книг, в которых выступает против новых религий и мормонов, опубликовал полемический текст. В него включены сравнения и противопоставления между «Гарри Поттером» и более явными христианскими произведениями К. С. Льюиса и Джона Р. Р. Толкина. В интервью CBN.com Эбейнс отметил, что «один из самых простых способов узнать, содержит ли книга или фильм в стиле фэнтези магию реального мира, заключается в том, чтобы задать простой вопрос: „Может ли мой ребёнок найти в библиотеке или книжном магазине информацию, которая позволит ему повторить то, что он видит в фильме или книге?“ Если вы обратитесь к „Хроникам Нарнии“ и „Властелину Колец“, то, что вы видите, — это история волшебства и воображения, это нереально. Вы не сможете это повторить. Но если вы возьмёте что-то вроде „Гарри Поттера“, вы сможете найти отсылки к астрологии, ясновидению и нумерологии. У вас займёт считанные секунды, чтобы зайти в книжный магазин или библиотеку, взять нужные книги и начать расследовать, исследовать и делать это».

Эбейнс пишет: "Классический отрывок про гадания и другие формы оккультизма, взят из Второзакония 18:10-12:
Не должен находиться у тебя проводящий сына своего или дочь свою чрез огонь, прорицатель, гадатель, ворожея, чародей, обаятель, вызывающий духов, волшебник и вопрошающий мёртвых; ибо мерзок пред Господом всякий, делающий это, и за сии-то мерзости Господь Бог твой изгоняет их от лица твоего. 
"Если бы это был единственный отрывок про оккультизм, было бы достаточно запретить все практики, указанные в Гарри Поттере. Но есть множество других стихов, с которыми нельзя не считаться…"
Эти жаркие споры стали вдохновением для по крайней мере двух сатирических городских легенд Интернета. В 2001 году The Onion, американская сатирическая газета, опубликовала статью под названием «Гарри Поттер дал толчок росту сатанизма среди детей», в которой говорилось, что «верховный жрец сатанизма» описал Гарри Поттера как «абсолютная находка для нашего дела». Эта статья была помещена в письмо счастья и распространялась среди христиан в качестве «доказательства» их взглядов. В следующем году канадская ежедневная газета National Post опубликовала аналогичную пародийную статью Post Morten в своей сатирической колонке, в которой было сказано, что "Роулинг — или, как она должна отныне именоваться и упоминаться, миссис Дж. К. Сатана — сказала, что как-то она сидела в кофейне в один серый день, размышляя, что делать со своей пустой, бесцельной жизнью, и вдруг её осенило: «я отдам себя, своё тело и душу Темному мастеру. А взамен он подарит мне богатство и власть над слабыми и жалкими. И он сделал это!». Эта статья также была скопирована в письмо счастья и выпущена как «правда» в Сети.
В 2009 году Мэтт Латимер, ранее составитель речей для президента США Джорджа Буша, заявил, что во время администрации Буша «люди в Белом доме» отказались выдать Роулинг президентскую медаль свободы, потому что её книги «поощряют колдовство».
Хотя некоторые евангельские христиане считают «Гарри Поттера» связанным с сатанизмом, опрос в 2000 году показал, что таких людей меньшинство. Семь процентов американцев среди тех, кто слышали об этих книгах, относятся к ним негативно, в то время как 52 % оценивают положительно, а остальные 41 % не определились. Это сопоставимо с 33 % американцев, относящих себя к евангелистам, и 39 % тех, кто воспринимает текст Библии буквально.
В 2001 году в Аламогордо Церковь Сообщества Христа в Нью-Мексико сожгли сотни экземпляров книг о Гарри Поттере. Джек Брок, лидер церкви, заявил, что эти книги были отвратительны, так как побуждали детей к изучению оккультизма. Он и его последователи признали, что они не прочли ни одной из этих книг. Венесуэльский учёный Фернандо Баэз, в своём исследовании истории цензуры и уничтожения книг прокомментировал: «существует много способов уничтожить книгу: преподобный Дуглас Тейлор в Льюистон, штат Мэн, получив отказ от городских властей на разрешение сжигать книги, провёл несколько ежегодных собраний, на которых изрезал книги про Поттера ножницами».
Некоторые евангелисты поддержали книги про Поттера: автор-евангелист Конни Нил в своих книгах «Как быть христианину с Гарри Поттером?», «Евангелие от Гарри Поттера», и «Волшебники, Волшебные шкафы и Вуки: навигация по добру и злу в Гарри Поттере, Нарнии и Звёздных Войнах», пишет, что книги проповедуют христианские ценности и могут быть использованы, чтобы привить их детям. Майк Хертенштайн из журнала Cornerstone в своей статье «Гарри Поттер против магглов, мифы, волшебство и веселье» использует термин «магглы», используемый в книгах для описания людей без магических способностей, чтобы описать христиан без воображения. Christianity Today опубликовало в январе 2000 года статью в защиту книг, назвав серию «Книга добродетели» и заявив, что хотя «современное колдовство действительно является ловушкой, обольстительной ложной религией, от которой мы должны защитить наших детей, это не относится к книгам про Поттера, которые содержат замечательные примеры сострадания, верности, мужества, дружбы и даже самопожертвования». Итальянский Методистский священник Петр Сиацио проанализировал связь между работой Джоан Роулинг и христианским богословием, заявив, что серия про Гарри Поттера — это положительный исход поединка еврейско-христианской традиции с другими важными составляющими Западного культурного наследия (а именно кельтской, скандинавской и античной).

### Католицизм
Католическая церковь не приняла официальную позицию по книгам, но различные представители католицизма, в том числе должностные лица Римской курии, иерархии, и другие официальные органы представили смешанные мнения по этому вопросу.
Начиная с 2001 года, кардинал Джордж Пелл, архиепископ Сиднея, периодически писал про «Гарри Поттера» в своей постоянной колонке в Sunday Telegraph. В своих отзывах он высоко оценил книги за изображение ценностей, которые «подлинно совместимы с христианством». В своей книге «Не бойтесь» Пелл похвалил книги как обладающие «хорошей долей нравственной истины» и за наличие «лихо закрученного сюжета».
В 2003 году священник Питер Флитвуд, приписанный к Архиепархии Ливерпуля, в то время выступающий в качестве официального лица от папского Совета по культуре, сделал комментарии в поддержку романов в ходе пресс-конференции о выходе исследования «Иисус Христос — податель живой воды. Христианское размышление о Нью-Эйдж». В ответ на вопрос, следует ли рассматривать магию из серии про «Гарри Поттера» в том же свете, как и некоторые из Нью-эйдж практик, о которых предупреждает исследование, Флитвуд заявил: «если я правильно понял намерения автора „Гарри Поттера“, они помогают детям увидеть разницу между добром и злом. И она очень ясно выразилась по этому вопросу». Он добавил, что Роулинг — «христианка по убеждениям, христианка по своему образу жизни, даже по манере писать». Этот комментарий был подхвачен СМИ как одобрение романов от лица Католической Церкви, и, соответственно, от папы, Иоанна Павла II, хотя нет никаких доказательств, что папа римский официально одобрил романы.
Также в 2003 году префект Конгрегации доктрины веры, кардинал Йозеф Ратцингер — который впоследствии стал папой Бенедиктом XVI — получил от одного немецкого автора рукопись книги с критикой романов. В ответном письме он выразил благодарность за получение книги: «хорошо, что вы просвещаете людей о „Гарри Поттере“, потому что это один из тех тонких соблазнов, которые действуют незаметно и при этом глубоко в душе искажают понимание христианства, до того, как оно сможет взрасти». Он также рекомендовал ей отправить копию книги во Флитвуд в Совет по культуре. Во втором письме кардинал дал автору разрешение опубликовать своё первое письмо. Эти письма Ратцингера до его восхождения на папский престол были использованы для построения предположений, что понтифик официально выступал против романов.
Критика книг также исходит от одного из официальных экзорцистов из епархии Рима, священника Габриэля Аморта, который считает, что «за Гарри Поттером скрывается король тьмы, дьявол.» Далее он рассказал РСН , что книги создают ложное различие между чёрной и белой магией, хотя в реальности различий «не существует, потому что магия это всегда путь к дьяволу». Аморт считает, что книги могут иметь плохое влияние на детей, заинтересовывая их в оккультизме.
До выхода Гарри Поттер и Принц-полукровка в 2005 году, Монс. Флитвуд, который потом служил в Совет европейских Епископских конференций, дал интервью Радио Ватикана. В интервью Флитвуд подтвердил своё положительное мнение о книгах и заметил, что письма кардинала Ратцингер могли быть написаны одним из членов персонала конгрегации и быть просто за подписью префекта. Он также заявил, что мнения его и Аморта это просто конфликтующие личные мнения священников, и ничего более.
Для экранизаций офис кино и вещания конференции католических епископов Соединённых Штатов поставил рейтинг каждого фильма либо «А-II», либо «А-III», что значит, что содержимое не является нравственно оскорбительным. Епископская конференция оценила экранизацию «Гарри Поттер и Узник Азкабана» как один из десяти лучших семейных фильмов 2004 года, а «Гарри Поттер и Дары смерти — Часть 1» как один из лучших фильмов 2010 года.
Ватиканская газета L’Osservatore Romano посвятила дискуссии целую страницу в своем выпуске 14-15 января 2008 года. Эссеист Паоло Гьюлизано заявил, что «Гарри Поттер» предлагает уроки важности любви и самопожертвования, но профессор Эдоардо Риэлти описал Гарри Поттера как «неправильный тип героя» и заявил, что «несмотря на ряд положительных моментов, которые можно найти в сюжете, в основе этой сказки лежит утверждение, что в колдовстве рассматриваются как позитивные насильственные манипуляции вещами и людьми благодаря знанию оккультизма, преимущество немногих избранных: цель оправдывает средства, потому что знающие избранные, интеллектуалы, умеют контролировать темные силы и превращают их в добро… это серьезная и глубокая ложь, потому что это старое гностическое искушение спутать спасение и правду с тайным знанием.». Однако в июле 2009 года, L’Osservatore Romano высоко оценила нравственную позицию шестого фильма о Гарри Поттере, «Гарри Поттер и Принц-полукровка», написав: «существует четкая демаркационная линия между добром и злом, и [фильм] ясно дает понять, что добро — это правильно. Человек понимает, что иногда это требует тяжелой работы и самопожертвования». Она также отметила, что фильм ясно дает понять, что «поиски бессмертного воплощения Лордом Волан-де-Мортом» были морально неприемлемыми.
Круг французских католиков-традиционалистов опубликовал тщательное критическое исследование о Гарри Поттере по линии демонологии «Гарри Поттер и Орден Тьмы».

### Православие
В 2002 году представители Дидимотихской митрополии (Греция) выпустили заявления с осуждением книг про Гарри Поттера как сатанинских, заявив, что они «знакомят людей со злом, колдовством, оккультизмом и демонологией». Заявление также критикует предполагаемую аналогию между Гарри Поттером и Иисусом Христом, говоря: «нет сомнений в том, что Гарри был написан так, чтобы напоминать молодого Спасителя. При его рождении люди пытаются убить его, он вечно подвергался несправедливости, но ему всегда сверхъестественным образом удается одержать победу и спасти других».
В июне 2004 года, вскоре после того, как болгарин Станислав Яневский был выбран на роль Виктора Крама в экранизации «Гарри Поттер и Кубок огня», Болгарская православная церковь напечатала на первой полосе в своей официальной газете интервью с митрополитом Гавриилом (Диневым), утверждавшую, что «магия — это не детская игра» и что Священный Синод сообщил о том, что церковь в Софии проводит специальные литургии каждый четверг, чтобы излечить тех, кто пострадал от заклинаний или одержим злыми духами. По всему городу были размещены брошюры, утверждавшие, что произнесение заклинаний из «Гарри Поттера» — «это как будто ты молишься на зло» и что «Бог ненавидит магию».
Американский ученый и православный христианский писатель Джон Грейнджер проанализировал романы в положительном свете. Он защищал их в своей книге «Ища Бога в Гарри Поттере». Грейнджер утверждает, что книги не пропагандируют оккультизм, потому что ни одна магия не основывается на вызове какого-либо демона или духа; он противопоставляет оккультную магию вызова (вызов духовного существа, чтобы делать ему приказы) распространенной в литературе магии заклинаний (произнесение фразы, чтобы использовать силу универсального источника). Он говорит: «Действительно, темы любви, торжествующей над смертью, и выбора того, что правильно, а не того, что легко, очень близки христианству».
В Русской православной церкви в 2000-е годы началась острая дискуссия о книгах о Гарри Поттере. Первоначально полностью преобладали её противники. Из наиболее известных противников присутствия книг о Гарри Поттере в библиотеке православной семьи можно назвать следующих медийно известных православных священников и мирян: клирик УПЦ, затем духовник православной молодёжи г. Москвы протоиерей Андрей Ткачёв, руководитель Патриаршей комиссии по вопросам защиты семьи, материнства и детства протоиерей Димитрий Смирнов, публицистки И. Я. Медведева, и Т. Л. Шишова, профессор Московской духовной академии А. И. Осипов. Из сторонников произведения в среде священнослужителей можно особо выделить протодиакона Андрея Кураева, кто первым (и поначалу единственный — вплоть до 2007 года) из православного духовенства поднял голос в защиту произведения, основываясь на приоритете его нравственного содержания над волшебным антуражем. Также положительно высказывались о серии книг иеромонах Димитрий (Першин), протоиерея Андрей Постернак, священника Алексий Плужников и религиовед Р. А. Силантьев. Первоначально попытки найти что-то хорошее в серии книг о Гарри Поттере вызвало возмущение противников. Со временем ситуация изменилась. Современные (2020) исследователи отмечают: «чем больший временной промежуток отделяет нас от даты выхода последней книги, тем меньше критических высказываний появляется в информационном поле». 29 июля 2021 года председатель Синодального отдела по взаимоотношениям церкви с обществом и СМИ Московского патриархата Владимир Легойда отметил, что неверно обличать книги Джоан Роулинг «в каком-то магизме и бесовщине». Он подчеркнул, что если подходить к Гарри Поттеру с этой позиции, то схожие моменты можно увидеть и в русских народных сказках. Легойда подчеркнул, что исходя из интервью Роулинг, она бессознательно проводила евангельские параллели и вкладывала христианские смыслы в серии книг о «мальчике, который выжил»

### Англиканство
В 2000 году настоятель Кентерберийского собора запретил снимать церковь в качестве части Хогвартса для серии фильмов про Гарри Поттера, заявив, что христианской церкви не подобает использоваться для продвижения языческих образов. Глостерский Собор согласился занять его место. Настоятель собора, преосвященный Николас Бэри, признался, что он фанат книг: «я думаю, что эта книга — замечательная традиционная детская история, к тому же великолепно написанная. Она также забавная, увлекательная и полезная, и это своего рода история, чтение которой семьям стоит поощрять». Это решение всё же привело к многочисленным гневным письмам в местную газету Gloucester Citizen. Рассказывает один почетный капеллан: «О да, там было достаточно дел. Был один конкретный человек, очень религиозный, постоянно писал и жаловался, что это не правильно и такие вещи не должны происходить. Я не думаю, что это было только из-за темы фильма, скорее просто из-за факта съемок». Кафедральный собор в Дареме также позволил себя снять для двух фильмов из серии.
Архиепископ Кентерберийский Джордж Кэри дал положительные комментарии о фильме «Гарри Поттер и философский камень» в своём новогоднем послании на 2002 год, назвав его «безудержным весельем», и фильмом, который «задаёт некоторые очень важные вопросы на темы морали».
В июне 2007 года Англиканская Церковь опубликовала 48-страничную книгу «Смешайте это с Гарри Поттером», предназначенную для использования параллели с романами при обучении вере 9-13-летних. Автор книги, молодой сотрудник Кент Оуэн Смит, утверждал, что «здесь проводятся параллели между событиями в мире Гарри и его друзей и мире, в котором мы стремимся донести Евангелие до подростков […] Сказать, как некоторые, что эти книги ведут юных читателей к оккультизму, на мой взгляд это значит и оклеветать Джоан Роулинг, и значительно занизить способность детей и подростков отделять реальное от воображаемого».

## Мормонизм
Церковь Иисуса Христа святых последних дней (Церковь СПД) не выразила какого-либо официального или неофициального предостережения о книгах и фильмах про Гарри Поттера, которые свободно продаются в книжном магазине кампуса в университете имени Бригама Янга. Известно, что по крайней мере два видных руководителя церкви даже рекомендовали серии и рассказали, что являются их фанатами, потому что они учат морали и показывают правильную победу над злом.

## Ислам
Популярный научный сайт Мусульманские Вопросы высказался положительно и о книгах, и о фильмах. Однако некоторые исламские ученые заявляли, что магическая тематика книг конфликтует с исламским учением. Также имамами были записаны серии онлайн фетв против Гарри Поттера, порицающие его как неисламское произведение.
Книги про Гарри Поттера запрещены в школах Объединённых Арабских Эмиратов (ОАЭ). Согласно заявлению представителя от министерства образования ОАЭ, фантастические и магические основы книг противоречат исламским ценностям. Несмотря на то, что книги запрещены в школах, они свободно продаются в книжных магазинах.
В августе 2007 года полиция в Карачи, Пакистан, обнаружила и обезвредила заминированный автомобиль, расположенный у торгового центра, где несколько часов спустя должен был поступить в продажу финальный роман Гарри Поттера. В связи с этим презентация книги была отложена. Местный суперинтендант полиции прокомментировал эту ситуацию: «Мы не уверены, была ли целью минирования презентация книги, но связь не исключена.»
Хотя Гарри Поттер свободно продается в Иранe, статья от 26 июля 2007 года в государственной газете «Кейхан», которая имеет связи с иранским Верховным лидером, Аятолла Али Хаменеи, подвергла критике Министерство культуры и исламской ориентации за разрешение свободного распространения последнего романа про Гарри Поттера. В статье утверждалось, что книга "содержит разрушительные слова и фразы, которые противоречат ценностям [Исламской Республики], " и, что службы безопасности аэропорта потерпели неудачу, «[доверившись] американо-британскому издательству, которое имеет сионистских совладельцев, таких как Уорнер Бразерс.» Статья назвала книги «сионистским проектом» и утверждала, что «сионисты потратили миллиарды долларов» на них.
Файз Мохаммад, австралийский радикальный исламский проповедник, который, как полагают, мог быть вдохновителем взрывов на Бостонском марафоне, порицал Гарри Поттера за «язычество, зло, магию и питье крови единорога».

## Иудаизм
Многие видные раввины описывали книги про Гарри Поттера как, выражаясь словами одного из них, «сила добра». В 2005 году на конференции в университете Рединга прошли дебаты о том, была ли у Гарри Поттера «идише нешама» (еврейская душа). Сэр Джонатан Сакс, бывший главный раввин Содружества Наций, утверждает, что в «обществе, в котором подростки преждевременно взрослеют, а взрослые всю жизнь остаются подростками», Гарри Поттер «вернул мир детства, доказав, что вам нет нужды обманывать, чтобы покорить».
Решение выпустить последний том из серии Гарри Поттер и Дары смерти в Израиле в 2 часа ночи в субботу утром несколько возмутило многих израильских раввинов, так как это выпало на еврейский Шаббат, когда всякие деловые операции запрещены.

## Попытки запрета книг
Включение книги в публичные и школьные библиотеки часто оспаривалось из-за её направленности на магию, особенно в США, где она занимает седьмое место в списке самых оспариваемых книг в американских библиотеках в период между 1990 и 2000 несмотря на то, что первая публикация в Соединённых Штатах состоялась в 1998 году. В 1999 году книги про Гарри Поттера пытались запретить 23 раза в 13 Штатах. Согласно Американской Библиотечной Ассоциации(ALA) сейчас это наиболее оспариваемые книги XXI века.
Однако АLA отмечает, что в целом противостояние Гарри Поттеру в США ослабевает; возглавлявший список самых оспариваемых книг в американских школах в предыдущие годы, с 2003 года он не появляется даже в десятке. Гуманист Остин Клайн объясняет этот спад отказом школьных библиотек вести политику, которая позволяет родителям запрещать детям читать книги, влиянию которых они не хотят их подвергать.

## Ответы на критику

### Ответ Роулинг
Джоан Роулинг неоднократно отрицала, что её книги побуждают детей заниматься колдовством. В интервью с Си-Эн-Эн в 1999 году, она сказала
"Я абсолютно точно начала писать эти книги не для того, чтобы поощрять детей в колдовстве. Мне немного смешно, потому что для меня эта идея абсурдна. Я встречала тысячи детей и ни разу ни один ребёнок не подошел ко мне и не сказал, «г-жа Роулинг, я так рад, что я прочитал эти книги, потому что теперь я хочу быть колдуном.»
В интервью на Donny & Marie Show в 1999 году Роулинг сказала, что «Как родитель, а я также родитель, вы имеете, конечно, полное право решать, что разрешать своему ребёнку. Но вы не имеете права решать, что разрешать всем остальным детям. Такова моя точка зрения».
«Практикующие виккане думают, что я тоже ведьма», рассказала Роулинг Entertainment Weekly в 2000 году. «Я ей не являюсь».

## Христианство в романах
Хотя многие описывают книги как светские или сатанинские, многие писатели, в том числе сама Роулинг, проделали большую работу, чтобы показать, что книги активно пропагандируют христианские ценности.
Роулинг иногда выражает амбивалентность в отношении своей веры. В 2006 году в интервью для журнала «Татлер» Роулинг отметила, что, «как и у Грэма Грина, иногда я верю только в то, что моя вера ко мне ещё вернется. Это важно для меня.» В британском документальном фильме, Джоан Роулинг: год из жизни, когда её спросили, верит ли она в Бога, она сказала: «Да. Я стараюсь изо всех сил; я не могу притворяться, что я не охвачена сомнениями о многих вещах и это одна из них, но я бы сказала, что да.» Когда её спросили, верит ли она в загробную жизнь, она сказала: «Да; я думаю, что да.» В 2008 году в интервью испанской газете «Эль Паис», Роулинг сказала: «Меня очень притягивает религия, но в то же время я чувствую в себе большую неуверенность. Я живу в состоянии духовных метаний. Я верю в бессмертие души.»

### Роулинг и Инклинги
Несколько христианских писателей сравнивают Роулинг с инклингами, группой, в которую входили К. С. Льюис, Дж. Р. Р. Толкин и Ч. У. С. Уильямс, исследовавшие христианские темы и мораль в фэнтезийном контексте. Дэйв Копель, ссылаясь на книгу Джона Грейнджера, проводит аналогию между использованием Роулинг и Льюисом таких христианских символов, как львы, единороги и олени. Он сравнивает работу Роулинг с христианской аллегорией Льюиса: «В кульминационный момент в романе Гарри Поттер и Тайная Комната, Гарри спускается в глубокий подземный мир, сталкивается с двумя сатанинскими приспешниками (Волан-де-Морт и гигантская змея), спасается от верной смерти благодаря своей вере в Дамблдора (бородатый Бог Отец), спасает деву (Вирджиния [sic] Уизли), и возносится с триумфом. Это путешествие Пилигрима для новой аудитории.» (Этой цитате предшествует заявление Роулинг, что полное имя Джинни Уизли Джиневра, а не Вирджиния.)

## Сексуальная ориентация Дамблдора
19 октября 2007, Роулинг выступала в Нью-Йорке в «Карнеги-Холл». Когда фанат спросил её, влюблялся ли когда-либо Альбус Дамблдор, «верящий в побеждающую силу любви», Роулинг ответила:
«Говоря откровенно, 〈…〉 я всегда думала о Дамблдоре как о гее. 〈…〉 Дамблдор был влюблён в Геллерта Гриндельвальда, и это ещё сильнее увеличило его ужас, когда Гриндельвальд показал свою истинную сущность 〈…〉 влюблённость может ослепить нас до такой степени 〈…〉 его очень притягивала эта гениальная личность, и ужасно, страшно предала его.»
Это заявление было встречено овациями из зала. «Если бы я знала, что это сделает вас настолько счастливыми, я бы объявила это много лет назад!» — сказала Роулинг. Спустя три дня, при появлении в Торонто, она ответила на вопросы касательно «аутинга» Дамблдора, сказав, что она определила его сексуальную ориентацию «ещё в самом начале. Наверное, до того, как была опубликована первая книга.»

Христиане, критикующие как Гарри Поттера, так и гомосексуализм, остро ответили на такое откровение. Христианский автор Берит Kьёс написал,
«Моей первой реакцией было: „Благодарю тебя, Господь“, потому что это помогает нам показать другим, что эти книги не должны использоваться в церквях как иллюстрация к христианству. Дамблдор стал известен как гомосексуалист, и это помогает мне донести моё послание. Это помогает христианам, которые беспокоятся о использовании книг про Гарри Поттера в церкви, потому что это делает очевидным тот факт, что эти книги не предназначены для христиан, что Роулинг выступает не как христианка. Она добавила смысл, который противоречит библейскому посланию».
Лаура Мэллори ответила на заявление Роулинг, рассказом сети «ABC», что «я молю только о том, чтобы родители проснулись, чтобы хитрый способ, которым это все преподносится как безобидное фэнтези был разоблачен в то, чем это является на самом деле: тонкое внушение анти-христианских ценностей. 〈…〉 Гомосексуальный образ жизни вреден. Это доказано с медицинской точки зрения.» Линда Харви, президент миссии Америки, организации, которая «мониторит гомосексуальную пропаганду, направленную на детей, а также язычество среди американской молодёжи» написала авторскую статью для Worldnetdaily, спрашивая:
«Мы позволим нашим детям поверить, что для директора любой школы быть гомосексуалистом вполне уместно? 〈…〉 Будут ли найдены пути, чтобы заново переоценить гомосексуализм как нечто иное, чем „мерзость“, как он называется в Священном Писании? Станет ли он нечто наподобие неполноценности, нечто, что „религиозные правые“ используют для своих гнусных целей?»
"Это очень разочаровывает, что автор сделал одного из героев геем", — сказала Роберта Комбс, президент Христианской коалиции Америки, — «это плохой пример для наших детей, которым очень нравятся книги и фильмы. Это поощрение гомосексуализма.» 27 октября 2007 христианская вещательная сеть Пэта Робертсона призвала к запрету на книги.
Роулинг прокомментировала спор в интервью Би-би-си. «Думаю ли я, что гей может быть моральным компасом? Я думаю, что нелепо задавать такой вопрос в XXI веке. Христианские фундаменталисты никогда не были моей заботой».
Некоторые критики оспорили каноничность заявления Роулинг на том основании, что каноном является лишь сам текст произведения, а не личная интерпретация его автором. Также высказывались предположения о том, что признание Роулинг могло являться коммерческим ходом.